# Mallow
Mallow är administrativ huvudort i norra delen av grevskapet Cork i Irland. Borgmästare i staden (2009) är James Kennedy.